# Muhlenbergia arsenei
Muhlenbergia arsenei är en gräsart som beskrevs av Albert Spear Hitchcock. Muhlenbergia arsenei ingår i släktet muhlygräs, och familjen gräs. Inga underarter finns listade i Catalogue of Life.